# Rucqueville
Rucqueville é uma ex-comuna francesa na região administrativa da Normandia, no departamento de Calvados. Estendeu-se por uma área de 2,63 km². Em 2010 a comuna tinha 124 habitantes (densidade: 47,1 hab./km²).
Em 1 de janeiro de 2017 foi fundida com as comunas de Martragny, Coulombs e Cully para a criação da nova comuna de Moulins en Bessin.